# Dialetto borgognone
Il borgognone (nome nativo bregognon-morvandiau, in francese bourguignon-morvandiau o bourguignon-morvandeau) è una lingua d'oïl parlata nel Morvan (Borgogna). È una delle lingue regionali della Francia.

## Presentazione
Il borgognone è parlato in Borgogna. La sua area di ripartizione è la seguente: a sud della linea Chalon-sur-Saône, Le Creusot, Autun; risalendo tutto il Morvan dalla parte occidentale fino a alla linea Auxerre-Langres a nord, diradandosi a est sulla Franca Contea (Pesmes, Pointre, ecc.).
Il borgognone si divide in più varianti: il digionese (dijonnais), il beaunois, il verduno-chalonnais, il valsaônois, il morvandiau, l'auxerrois, il langrois.
La parlata del Morvan meridionale è particolare.

## Confronto tra "morvandiau meridionale" e "borgognone"
Il morvandiau meridionale subisce l'influenza del Brionnais-Charolais (dialetto d'oïl di transizione con il dominio arpitano).
Confrontiamo alcune parole :
| Francese | Brionnese       | Morvandiau meridionale | Borgognone     |
| cheval   | [ʦᵊvo]          | [çᵊvo]                 | [ʃəvo, ʃəva‿ʊ] |
| genou    | [ʣᵊnø]          | [zᵊnoː]                | [ʒənɔ̃, ʒəno]   |
| gerbe    | [ʣɑbrə, ʣᵊvɛlɔ̃] | [zarbə]                | [ʒarbe]        |

## Storia

### Il borgognone
Il borgognone è una lingua romanza del dominio d'oïl, formatasi dal francese antico (a sua volta derivato dal latino), dal gallico e da altre parole celtiche. I burgundi vi hanno apportato un vocabolario amministrativo.
È stata inoltre forgiata dalle antiche lingue quali olandese e tedesco. Il primo proviene essenzialmente dai regni dei duchi di Borgogna dei Paesi Bassi, per esempio, « couque » (panpepato) è originario dell'antico olandese "kooke" (torta).

### Il morvandiau
Il morvandiau è una varietà del borgognone influenzata dai dialetti che vanno dal centro a ovest, caratterizzandosi in quattro grandi varianti: 
- il sédelociano (vicino ai dialetti dell'Auxois)
- le morvandiau nord-occidentale (Lormes, Vézelay…) influenzato dai dialetti del Centro
- il morvandiau centrale (Montsauche-les-Settons, Ouroux-en-Morvan, Gien-sur-Cure, Planchez…)
- il morvandiau della montagna (Château-Chinon, Arleuf, Glux-en-Glenne, Fâchin…)

La grande differenza tra queste varietà è l'utilizzo di « ç'ost » (c'est) a nord della linea Montreuillon-Moux-en-Morvan e di « y'ost » (c'est) a sud di questa linea; lo stesso suono « j » si trasforma in « y » a sud di questa linea, per esempio « gaujer » a nord (prendere l'acqua) diventa a sud « gauyer ».
Allo stesso modo, si diversifica la parlata secondo una linea est-ovest che va da Saint-Brisson verso La Celle-en-Morvan: a ovest si dirà un « s'vau » e « eine sarotte », mentre a est un « ch'vau » (cheval) e « eune charotte » (charette), quindi l'uso di « ç » in numerosi testi del morvandiau.
Ampiamente aperta alle influenze esterne (Borgogna e Nivernais), il Morvan ha conosciuto ugualmente una forte conservazione (la nasalità di tipo medievale, la conservazione del dittongo di coalescenza davanti palatale, sono tipiche del "borgognone").
Il morvandiau sembra così imparentato con il francoprovenzale, in particolare a causa della presenza di un pronome neutro generato da "hoc" e dall'orientamento del vocabolario, confermando la tesi di Wartburg secondo la quale la frontiera Oc-Oïl si trovava in passato ben più a settentrione rispetto ai giorni nostri

### Influenza del francoprovenzale/arpitano
Nei vocaboli dei villaggi lungo il corso della Saône, si ritrovano sonorità arpitane.

## Alcune parole del borgognone
- oggi : an-neut, auzdé, aujd'heu (in francese aujourd'hui)
- adesso : aicht'hure, aiçt'heue
- buongiorno : bonjôr, salutâs
- borgognone : bregognon (il dialetto), bôrguignon (in morvandiau),
- Borgogna : lai Borgoègne (in francese Bourgogne)
- non : non, innô (morvandiau)
- sì : sia, icho, içho (morvandiau)
- parlare francese: pairlenter (morvandiau)
- la siepe: le pian, lai beurche, lai trasse, lai piaiçhie; bouchue
- il ventre : lai boueille, lai beuille
- vignaiolo : bareuzai (in francese vigneron)
- vino : proo, vègne (morvandiau)
- patata : treuffe (in francese pomme de terre)
- bosco, piccola foresta: boëchon
- contadino : beusgnot (in francese paysan)
- quercia: çhâgne (in francese chêne)
- faggio : vargne (in francese hêtre)
- mangiare : mérinder (dal latino "merindare")
- disturbare : détorber (imparentato all'inglese "to disturb")
- pestare/fare male: harser (dal francese herse, "erpice")
- bere, abbeverarsi: treuiller
- cinghiale : vri, vorai (in francese sanglier)
- capriolo : bigou (in francese chevreuil)
- scivolare : frazer (in francese glisser)
- ingenuo, tonto: arnais (in francese naïf)
- buono a nulla, cattivo lavoratore : berlaisou; arquandier
- curiosare, ostacolare gli affari : rabeuter
- lavorare in modo poco efficiente : beutiller
- pazzo : beurdin; breudin (in francese fou)

## Ai nostri giorni
Ai nostri giorni nostri il borgognone-morvandiau non si parla quasi più al di fuori del Morvan e dei suoi dintorni. I locutori sono spesso anziani ma esiste comunque una forma di trasmissione familiare. È possibile ascoltare questa lingua nei caffè dei borghi del Morvan, nei mercati e anche in eventi particolari o nei festival.
Il borgognone-morvandiau conosce una certa vitalità nel nell'ambito della scrittura. Si può leggere regolarmente nelle riviste "Vent du Morvan" e "le carnet du Ménétrier" e nei giornali locali si può allo stesso modo notarlo con una certa frequenza.

I narratori Rémi Guilleaumeau, Pierre Léger, Jean Luc Debard, Jacques du Loup, Nanou Pichon, Guillaume Lombard, Laurent Desmarquet, i gruppi come Râgouts, Traîne-Bûches e i cantanti quali Jean Michel Bruhat, BBM, Daniel e Marie France Raillard, Gaspard Malter, Vincent Belin, Rémi Guilleaumeau utilizzano frequentemente questa lingua attingendo a un importante database di archivi sonori.
Tuttavia, i diversi dialetti come il brionnais-charolais, l'auxois, le parlate della Val de Saône, anche se meno vigorosi, sono comunque utilizzati da una minoranza di individui che vivono nelle zone rurali.
I diversi dialetti locali come il montcellien o il creusotin sono ancora parlati o compresi da tutte le generazioni più anziane e da una minoranza di persone più giovani.

### Letteratura
Le morvandiau-borgognone è stato oggetto di una ricca produzione letteraria a cominciare dal XVII secolo.
- Bernard de La Monnoye (Digione 1641-1728) pubblica nel 1701 i "Canti natalizi borgognoni" (Noëls Bourguignons) sotto lo pseudonimo di Gui Barôzai.
- Aimé Piron (Digione 1640 – id. 1727), speziale (apothicaire) e poeta, compone in patois borgognone canti natalizi (pubblicati nel 1858), canzoni e poesie (lai Joye dijonnaise, 1701 ; lé Festin des Eta, 1706). È il padre di Alexis Piron.
- Borne de Gouvault pubblica nel 1787 due canti di cui "le mitan du gatiau" viene pubblicato da Edmond Bogros nel 1873.
- L'abbate Jacques-François Baudiau tradusse nel 1854 la Bolla Ineffabilis di papa Pio IX.
- Eugène Pelletier de Chambure pubblica nel 1878 l'opera di riferimento Glossaire du Morvan.
- Louis de Courmont (Blismes 1828-1900), poeta, violonista e cantante, scrisse numerose poesie e canzoni tra cui famosa è il "Dondolio del Diavolo" (Branle du Diable).
- Émile Blin (Château-Chinon 1865-1953), direttore della rivista "le Morvan" e scrittore di racconti.
- Louis Coiffier (1888-1950) insegnante nella regione di Arnay. Amante del Morvan, gli aveva dedicato tra le due guerre una raccolta di poesie "Per i sentieri in fiore" (Par les sentiers fleuris), un romanzo "Morvan terra d'amore" (Morvan terre d'amour) e un libro in lingua regionale "Memorie, storie e racconti della Terra di Borgogna" (Histoires de chez nous, contes et récits du Pays Bourguignon).
- Alfred Guillaume[6], veterinario e sindaco di Saulieu (Côte-d'Or) all'inizio del XX secolo, pubblica nel 1928 "L'anima del Morvan" (L'âme du Morvan).
- Georges Blanchard (Donzy 1902-1976) pubblica nel corso della sua vita molte poesie e componimenti teatrali.
- Marguerite Doré ha pubblicato "des histouaies du canton d'Ved'la" nel 1978.
- Lucien Gauthé ha pubblicato "Vaicances ai Yocotai" nel 1984.
- Jean Perrin, desegnatore, ha pubblicato due fumetti, "Galvachou" nel 1980 e "Le violon des Loups" nel 1986.
- Pierre Léger (Montsauche 1948), insegnante, poeta e militante morvandiano (fondatore dell'associazione Lai Pouèlée) ha pubblicato "zoizeau Flash", "Ai traivars lai Pleshie", "Elwery Song", "Morvan vers l'Émeraude" e numerosi testi e canzoni pubblicate in "L'Almanach du Morvan" tra il 1978 e il 2000.
- Gérard Taverdet, universitario, presidente onorario delle "Langues de Bourgogne", autore di numerose opere sul borgognone e i suoi diversi dialetti.